# Solvent (Film)
Solvent ist ein englischsprachiger österreichischer übernatürlicher Mystery-Komödien-Drama-Horrorfilm, der von Johannes Grenzfurthner inszeniert und von der Künstlergruppe monochrom produziert wird. Hauptdarsteller sind Jon Gries, Aleksandra Cwen, Johannes Grenzfurthner und Roland Gratzer.

## Handlung
In einem österreichischen Bauernhaus entdeckt ein Expertenteam bei der Suche nach NS-Dokumenten ein verborgenes Geheimnis. Zu den Experten gehört Gunner S. Holbrook, ein amerikanischer Auswanderer, der zunehmend davon besessen ist, das Geheimnis zu entschlüsseln. Je mehr er sich in die düstere Vergangenheit des Bauernhauses vertieft, desto mehr verliert er den Verstand und sieht sich einem unersättlichen Bösen gegenüber, das dort lauert.

## Themen
Horror und Klang spielen eine wesentliche Rolle. Grenzfurthner sagt, dass Solvent eine Trilogie mit Masking Threshold und Razzennest bildet.
In einem Interview mit dem VOD Club erklärt Grenzfurthner, dass die Filme der Trilogie zwar keinen narrativen Faden teilen, aber durch ihre Untersuchung philosophischer Themen miteinander verbunden sind.

„Handlungstechnisch sind die Filme nicht verknüpft, aber definitiv in philosophischen Fragestellungen, im Einsatz von Sound, in der Art Weise, wie ich mit dem Verborgenen der Geschichte umgehe. In „Masking Threshold“ dreht es sich um den Äther, um die Schwingungen, den ephemere Schrecken. In „Razzennest“ geht es um den Boden, die Erde, das, was sich in ihr versteckt, das, was nicht loslassen kann. Und in „Solvent“, der Name deutet es schon an, wird es sich um das Liquide drehen; um das Wasser, das sich unbeirrbar den Weg bahnt, als Metapher für die unverdrängbare Macht der Geschichte.“

Grenzfurthner nutzte den alten Bauernhof seines mütterlichen Großvaters, Otto Zucker, als Drehort für den Film und integrierte auch alte Fotografien von Zucker, um den Nazi-Antagonisten Wolfgang Zinggl darzustellen. Grenzfurthner sprach ausführlich über seinen Wunsch, die Realität seiner Familie in diese fiktionale Auseinandersetzung mit der NS-Vergangenheit Österreichs einzubeziehen. Zebrabutter nennt dies ein filmisches „Palimpsest“.
Der Film kombiniert eine Point-of-View-Technik mit experimentellen Kinoansätzen und integriert Elemente sowohl des Mystery- als auch des Splatterfilms.

## Produktion

### Dreharbeiten

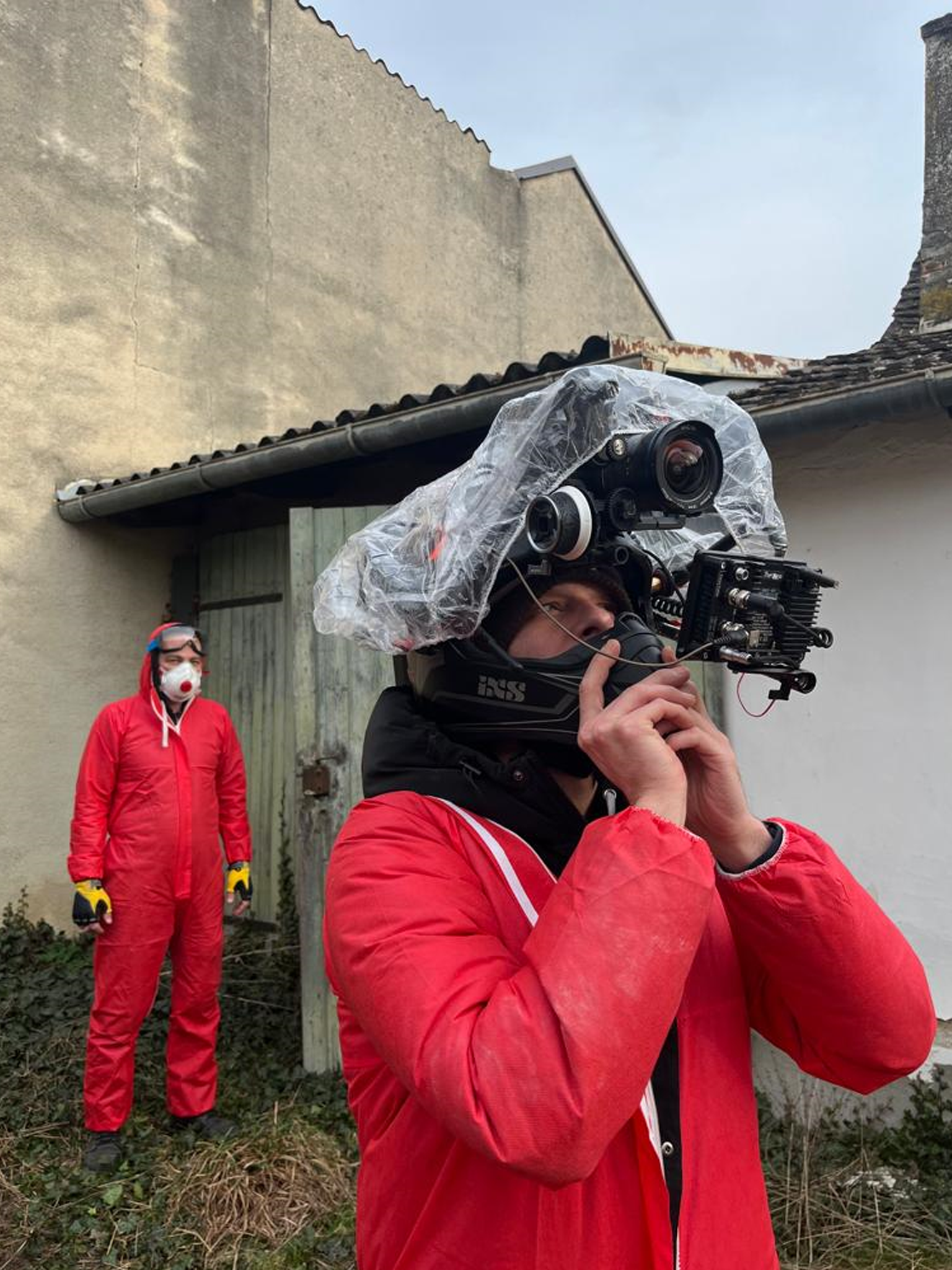
Beim Dreh von Solvent in Unterzögersdorf, Niederösterreich, im März 2023.

Der Film wurde von März bis November 2023 fast ausschließlich in Unterzögersdorf, Niederösterreich, gedreht.

### Besetzung
- Jon Gries als Gunner S. Holbrook
- Aleksandra Cwen als Krystyna Szczepanska
- Johannes Grenzfurthner als Ernst Bartholdi
- Roland Gratzer als Fredi Weinhappl
- Jasmin Hagendorfer als Cornelia Dunzinger/Cousine Edith
- Ronald von den Sternen als Richie Fischvogt
- Peter Plos (Darsteller) und Galen Howard (Stimme) als Kyle Edward Boll
- Bibiane Zimba als Leni
- Sky Elobar als Mike Haneke
- Otto Zucker (Foto-Archivmaterial) als Wolfgang Zinggl

## Veröffentlichung
Der Film hatte am 26. September 2024 seine Premiere auf dem Slash Filmfestival in Wien haben.

„Johannes Grenzfurthners verlässlich radikal(humorige), gedankenstromförmige Vermessung der österreichischen Psyche führt als launige und bisweilen herrlich tiefer gelegte POV-Horrorgroteske hinunter in feuchte Erdkeller, wo der Schleim von damals ungezügelt in die Gegenwart rinnt. Visionär und wahnsinnig.“

Nightmares Film Festival präsentierte die US-amerikanische Premiere. Dark Nights Film Festival in Sydney zeigte den Film als Australien-Premiere.
Der Film wird im Herbst 2025 von Film Movement in den USA und Kanada veröffentlicht.

## Kritik
Bei Rotten Tomatoes besitzt der Film eine positive Bewertung von 93 %.
Der Film schafft es im Dezember 2024 auf die Liste der "besten Film 2024" der Zeitung Der Standard.

„(Solvent) schafft und vertieft eine Stimmung wachsenden geistigen Verfalls. Lovecraft erforschte die Vorstellung, dass Horror und Wahnsinn physische Veränderungen hervorrufen können, und dieser Gedanke wird auf wunderbare Weise weiterverfolgt.“

„Solvent ist kein leichter Film und sicherlich nichts für Zartbesaitete. Doch für diejenigen, die kompromissloses Kino mit großer Integrität bevorzugen, könnte es 2024 keinen wichtigeren Film geben.“

„Regisseur Johannes Grenzfurthner ist einer der eigenwilligsten Kreativen im Horrorgenre; Solvent ist von Anfang bis Ende eine wilde, bizarre und düster-humorvolle Achterbahnfahrt. Das Ende ist vielleicht das verwirrendste – und zugleich vergnüglichste – Ereignis, das dem Horrorgenre je zugefügt wurde.“

## Auszeichnungen
- The Film from Hell (Best of the Fest) auf dem Nightmares Film Festival 2024
- Best Poster Art auf dem South African Horrorfest 2024
- Best Feature Film auf dem Horror Underground Film & Screenplay Festival 2024
- Best Screenplay auf dem Etreum Horror Film Fest Found Footage 2025